# Atractus arangoi
Atractus arangoi este o specie de șerpi din genul Atractus, familia Colubridae, descrisă de Prado 1939. Conform Catalogue of Life specia Atractus arangoi nu are subspecii cunoscute.